# مردقوش صخري
المردقوش الصخري أو المردقوش البترائي (باللاتينية: Origanum petraeum) نوع نباتي من جنس المردقوش الذي يتبع الفصيلة الشفوية.

## الموئل والانتشار
ينتشر في بلاد الشام.